# Eltyubyuite
L'eltyubyuite è un minerale appartenente al gruppo della wadalite descritto per la prima volta nel 2013 in base ad un ritrovamento avvenuto nell'alto corso del fiume Chegem, Cabardino-Balcaria, Caucaso del Nord, Russia.
È l'analogo della wadalite con il ferro (Fe3+) in sostituzione dell'alluminio.
Il nome è stato stabilito in riferimento al villaggio di Eltyubyu nei pressi della località di ritrovamento.

## Morfologia
L'eltyubyuite è stata scoperta sotto forma di cristalli tetraedrici fino a 10 µm di dimensione.

## Origine e giacitura
L'eltyubyuite è stata trovata in xenoliti di silicati e carbonati nell'ignimbrite associata a hydroxylellestadite, edgrewite-hydroxyledgrewite, chegemite-fluorchegemite, cuspidine, lakargiite, perovskite, kerimasite, srebrodolskite, dovyrenite, rondorfite, larnite e wadalite.